# Gong Luming
Gong Luming (nascido em 29 de agosto de 1957) é um ex-jogador e o atual treinador da seleção chinesa masculina de basquetebol. Como jogador, Gong participou dos Jogos Olímpicos de 1988 e do Campeonato Mundial de 1990 com a equipe chinesa. Atuando como treinador após a aposentadoria de jogador, Gong leva a seleção chinesa ao oitavo lugar dos Jogos Olímpicos de 1996. Comandou a seleção feminina nos Jogos Olímpicos de 2004, mas as chinesas não conseguiram chegar às quartas de final ao serem derrotadas pela Nova Zelândia.
Gong renuncia ao seu cargo como treinador da China em 6 de janeiro de 2017.